# Pseudorhynchus lanceolatus
Pseudorhynchus lanceolatus är en insektsart som först beskrevs av Johan Christian Fabricius 1775.  Pseudorhynchus lanceolatus ingår i släktet Pseudorhynchus och familjen vårtbitare. Inga underarter finns listade i Catalogue of Life.